# Cheddar Cross (manzana)
Cheddar Cross es una  variedad cultivar de manzano (Malus domestica).
Variedad de manzana híbrido procedente del cruce Allington Pippin x Star of Devon. Criado en 1916 por G.T Spinks en la Long Ashton Research Station (Estación de investigación Long Ashton), Bristol Inglaterra (Reino Unido). Introducido en los circuitos comerciales en 1949. Las frutas tienen una pulpa firme y de textura fina, algo ácida con poco sabor.

## Historia
'Cheddar Cross' es una variedad de manzana híbrido procedente del cruce como Parental-Madre de Allington Pippin y como Parental-Padre el polen procede de Star of Devon. Criado en 1916 por G.T Spinks en la Long Ashton Research Station (Estación de investigación Long Ashton), Bristol Inglaterra (Reino Unido). Introducido en los circuitos comerciales en 1949.
'Cheddar Cross' se cultiva en la National Fruit Collection con el número de accesión: 1973-134 y Accession name: Cheddar Cross (LA 63B).

## Características
'Cheddar Cross' es un árbol portador de espuelas, con porte esparcido compacto y vertical. Tiene un tiempo de floración que comienza a partir del 2 de mayo con el 10% de floración, para el 8 de mayo tiene una floración completa (80%), y para el 13 de mayo tiene un 90% de caída de pétalos.
'Cheddar Cross' tiene una talla de fruto medio; forma amplia globoso cónica, a menudo con uno de los lados torcido, altura 50.00mm y anchura 60.00mm; con nervaduras de débiles a medias; epidermis con color de fondo verde amarillo pálido a crema, importancia del sobre color medio, con color del sobre color lavado de rojo, con sobre color patrón rayas / manchas presentando extensos rubores rosado intenso y rayas rotas en la cara expuesta al sol, piel ligeramente grasosa, "russeting" (pardeamiento áspero superficial que presentan algunas variedades) medio; cáliz mediano y estar abierto en una cubeta estriada de profundidad media; pedúnculo corto y moderadamente robusto en una cavidad cubierta de "russeting" profunda y estrecha; carne de color crema amarillento, crujiente. Sabor jugoso y agudo, ocasionalmente con un toque de aroma a hinojo.
Su tiempo de recogida de cosecha se inicia a finales de agosto. Se conserva bien durante dos meses en cámara frigorífica.

## Usos
Hace una muy buena manzana fresca de mesa.

## Ploidismo
Diploide, parcialmente auto estéril. Es necesaria una polinización con variedades del Grupo de polinización: C, Día 8.

## Susceptibilidades
Resistente a la sarna del manzano, pero altamente susceptible a mildiu y a fuego bacteriano del manzano.